# Hai Hai
Hai Hai è il secondo album in studio da solista del musicista britannico Roger Hodgson, pubblicato nel 1987.

## Tracce
Testi e musiche di Roger Hodgson, eccetto dove indicato.

1. Right Place – 4:15
2. My Magazine – 4:30
3. London – 4:11
4. You Make Me Love You – 5:09
5. Hai Hai – 5:28
6. Who's Afraid? – 4:57
7. Desert Love – 5:26
8. Land Ho – 4:06 (Rick Davies, Roger Hodgson)
9. House on the Corner – 5:30
10. Puppet Dance – 5:16